# Camil Jebara
Camil Abdelhakim Jebara, född 19 januari 2003 är en svensk-palestinsk fotbollsspelare (anfallare) som spelar för IF Elfsborg i Allsvenskan.

## Klubblagskarriär
Camil Jebara växte upp i Eṭ Ṭaiyiba i Israel och började som ung spela fotboll i närliggande israeliska storklubben Maccabi Tel Aviv.

### Landskrona BoIS
För att en dag nå drömmen om att spela i Europa valde Jebara som 16-åring att flytta till Sverige och Lund, samtidigt som han började plugga på fotbollsgymnasiet i Landskrona och representera Landskrona BoIS.
Bara ett och ett halvt år senare, den 5 februari 2021, fick Jebara debutera för A-laget i 6-1-segern i träningsmatchen mot Torns IF. Efter att ha suttit på bänken i Superettan under hösten 2021 skrev han i september 2021 på sitt första A-lagskontrakt med Landskrona BoIS. Bara dagar efter att kontraktet signerats fick Jebara debutera i Superettan, då han stod för ett inhopp i 0-1-förlusten mot GIF Sundsvall den 18 september 2021.
Efter att ha fått känna på Superettanspel 2021 växte Jebara 2022 ut till en ordinarie spelare i Landskrona BoIS. Den 15 augusti 2022 gjorde han också sitt första mål i Superettan, då han räddade en poäng i 1-1-mötet mot IK Brage den 15 augusti 2022. I september 2022 meddelade Landskrona BoIS att de förlängt kontraktet med Jebara.
Framfarten ledde till ett stort intresse för Jebara och i januari 2023 rapporterades det att en Serie A-klubb lagt ett bud på spelaren. Under våren och sommaren ryktades även allsvenska klubbar som Hammarby IF, IF Elfsborg och IFK Göteborg vara intresserade av Jebara.

### IF Elfsborg
IF Elfsborg meddelade i juli 2023 att de köpt loss Camil Jebara från Landskrona BoIS.  Medieuppgifter gjorde gällande att övergången gick loss på cirka 5 miljoner kronor. Några veckor efter att flytten blivit klar fick Jebara debutera i Allsvenskan, då han gjorde ett inhopp i 4-0-segern mot Djurgårdens IF den 22 juli 2023.

### Utlåningar
I augusti 2024 lånades Jebara ut till allsvenska Västerås SK över resten av säsongen. I mars 2025 lånas han ut ytterligare en gång men denna gång till Superettan-klubben Kalmar FF över säsongen 2025.

## Landslagskarriär
Camil Jebara kan representera Sverige, Israel och Palestina på landslagsnivå. 
Den 15 juni 2023 debuterade Jebara för Sveriges U20-landslag i 4-0-segern mot Liechtenstein. Han åkte därefter direkt vidare till Sveriges U21-landslag, för vilka han fick debutera i 5-0-segern mot Gibraltar den 19 juni 2023.
Han hade innan debuten för Sverige även uppvaktats av Palestinas U-landslag, men då valt att tacka nej.

## Statistik
| Klubb              | Säsong             | Liga               | Liga    | Liga | Nationell cup | Nationell cup | Internationell cup | Internationell cup | Övrigt  | Övrigt | Totalt  | Totalt |
| Klubb              | Säsong             | Division           | Matcher | Mål  | Matcher       | Mål           | Matcher            | Mål                | Matcher | Mål    | Matcher | Mål    |
| ------------------ | ------------------ | ------------------ | ------- | ---- | ------------- | ------------- | ------------------ | ------------------ | ------- | ------ | ------- | ------ |
| Landskrona BoIS    | 2021               | Superettan         | 4       | 0    | 1             | 0             | -                  | -                  | -       | -      | 5       | 0      |
| Landskrona BoIS    | 2022               | Superettan         | 24      | 3    | 4             | 0             | -                  | -                  | -       | -      | 28      | 3      |
| Landskrona BoIS    | 2023               | Superettan         | 10      | 2    | 3             | 0             | -                  | -                  | -       | -      | 13      | 2      |
| Totalt             | Totalt             | Totalt             | 38      | 5    | 8             | 0             | 0                  | 0                  | 0       | 0      | 46      | 5      |
| IF Elfsborg        | 2023               | Allsvenskan        | 4       | 0    | 1             | 0             | -                  | -                  | -       | -      | 5       | 0      |
| Totalt i karriären | Totalt i karriären | Totalt i karriären | 42      | 5    | 9             | 0             | 0                  | 0                  | 0       | 0      | 51      | 5      |

## Personligt
Camil Jebara är född i Israel och uppvuxen i Palestina. Hans pappa kommer från Palestina medan hans mamma kommer från Lund i Sverige.